# Cheiloporidion pulvinatum
Cheiloporidion pulvinatum is een hydroïdpoliep uit de familie Stylasteridae. De poliep komt uit het geslacht Cheiloporidion. Cheiloporidion pulvinatum werd in 1983 voor het eerst wetenschappelijk beschreven door Cairns. 